# Harald Eller
Harald „Harro“ Eller (* 1956 in Remscheid) ist ein deutscher Jazz- und klassischer Musiker (Kontrabass, Gitarre, E-Bass, Daxophon).
Eller erhielt ab dem Alter von sieben Jahren eine musikalische Ausbildung. Zwischen 1975 und 1983 absolvierte er ein klassisches Gitarrenstudium von 1975 bis 1983 in Wuppertal bei Dieter Kreidler. Es folgte eine langjährige und vielseitige Konzerttätigkeit mit Tourneen in die Niederlande und Schweiz, nach Italien, Polen, Portugal, Frankreich, Kolumbien, und Peru. 1989 gehörte er als Bassist zur Rockband Grobschnitt, begleitete Till & Obel (Uns kann keiner) und nahm mehrere Alben mit Tom Mega auf. Im Bereich des Jazz arbeitete er mit Wolfgang Schmidtke, Steve Lacy, Alexander von Schlippenbach (CD Monk’s Mood), Horace Parlan, Markus Stockhausen, Hans Reichel, Frank Wunsch, Jasper van’t Hof, Roger Cicero, Jack van Poll, Axel Petry und der Formation Ufermann. Im Bereich der Klassik spielte er mit dem Wuppertaler Symphonie Orchester unter den Dirigenten Stefan Klieme, Georg Hanson und Charles St. Clair. Mit Nappo Bernatzki entstand 1994 die CD Trouvères, mit Michael Ondaatje das Album Buddy Boldens Blues.
Seit 2006 ist Eller zudem Bassist der Beatles-Coverband Meet the Beatles. Weiterhin ist er seit 1990 als Theatermusiker bei den Wuppertaler Bühnen und den Bad Hersfelder Festspielen tätig. An der Musikschule Volmetal leitete er den Popularmusikbereich.